# Iso-Lankko
Iso-Lankko eller Lankojärvi är en sjö i Finland. Den ligger i kommunen Björneborg i landskapet Satakunta, i den sydvästra delen av landet, 220 km nordväst om huvudstaden Helsingfors. Iso-Lankko ligger 42,2 meter över havet. Arean är 1,6 kvadratkilometer och strandlinjen är 17,57 kilometer lång. Sjön  ingår i Kumo älvs huvudavrinningsområde.   Den ligger vid sjöarna Haukijärvi och Alajärvi och i sjön ligger öarna Majaluoto och Korkealuoto. I omgivningarna runt Iso-Lankko växer i huvudsak barrskog.